# Moče
Moče su (takođe zvana Močika kultura, Rana Čimu) se nalazila u severnom Peruu, a njihov glavni grad se nalazio blizu današnjeg grada Trujila i postojala je od 100. do 800. godine nove ere. Mnogi istoričari misle da Moče nisu bile organizovane u jednu državu već su bile organizovane u više nezavisnih teritorija koje su imale zajedničku kulturu, o čemu svedoče mnoga ikonografska dela i arhitektura građevina na tim prostorima.
Moče su se najviše bavile zemljoradnjom o čemu svedoče mnogi kanali za navodnjavanje. Moče su takođe dosta pravile predmete koji su predstavljali slike iz svakodnevnog života kao što su lov, ribolov, žrtvovanje itd. Moče su se dosta isticale u pravljenju keramičkih dela, predmeta od zlata, monumentalnih građevina (Uaka) i sistema za navodnjavanje. Istorija Moča se deli na tri perioda: Rane Moče kada je nastala njihova kultura (100-300. godine), Sredjne Moče kada su bili na svom vrhuncu i počeli da se šire (300-600. godine), Kasne Moče kada je došlo do urbanizacije i propasti kulture Moča (500-800. godine).
Kultura Moča se prostirala preko nekoliko dolina u regijama La Libertad, Lambajekue, Jekutepekue, Čikama, Moče, Viru, Čao, Santa i Nepena i prostirala se 400 000m duž obale i 80 000m prema unutrašnjosti.Hram Sunca koji su izgradili Moče je najveća piramida svih dotadašnjih kultura, ali je delom uništen kada su španski konkvistadori kopali po njegovim grobnicama tražeći zlato, dok je Hram Meseca, koji su Moče takođe sagradili, bolje očuvan.Drugi arheološka nalazišta Moča su Sipan, Pampa Grande, Loma Negra, Los Kabezas, Hoze del Moro, El Brujo i Panamarka.Mnoge od njihovih piramida su uništili pljačkaši ili priroda poslednjih 1300 godina.One koje su sačuvane pokazuju da su Moče koristile živahne boje u zidnom slikarstvu.

## Zaleđina
Močejsko društvo je bilo zasnovano na poljoprivredi, sa značajnim nivoom ulaganja u izgradnju sofisticirane mreže kanala za navodnjavanje za skretanje rečne vode za snabdevanje njihovih useva. Njihovi artefakti izražavaju njihove živote, sa detaljnim scenama lova, ribolova, borbi, žrtvovanja, polnih susreta i složenih ceremonija. Moče su posebno poznati po svojoj detaljno oslikanoj keramici, zlatnim radovima, monumentalnim konstrukcijama (uake) i sistemima za navodnjavanje.
Močejska istorija se može u širem smislu podeliti na tri perioda: pojava močejske kulture u ranom Močeu (100–300), ekspanzija i procvat tokom srednjeg Močea (300–600), i urbana nukleacija i kasniji kolaps u kasnom Močeu (500–750).
Salinarska kultura je vladala na severnoj obali Perua od 200. pre nove ere – 200. godine. Prema nekim naučnicima, ovo je bio kratak prelazni period između kulture Kupisnika i Moče.
Postoje značajne paralele između močejske i kupisnikčke ikonografije i keramičkih dizajna, uključujući ikonografiju 'Boga pauka'.

### Močejska kulturna sfera
Močejska kulturna sfera je usredsređena na nekoliko dolina na severnoj obali Perua u regionima La Libertad, Lambajeke, Heketepeke, Čikama, Moče, Viru, Čao, Santa i Nepena. On je zauzimala je 250 milja pustinjske obale i do 50 milja u unutrašnjost.

## Propast
Postoji nekoliko teorija o propasti Moča.Jedna od njih je da je došlo do njihove propasti usled klimatskih promena.Proučavanjem komada leda na Andima istoričari su došli do zaključka da je na tim prostorima došlo do velikih klimatskih promena negde između 536. i 594. godine.To je, prvih 30 godina, dovelo do obilnih padavina i poplava i kasnije 28 godina suše.To je verovatno poremetilo način življenja Moča i do gubitka vere u njihova božanstva koji su prinosili ljudske žrtve.
Ipak ove promene nisu dovele do konačne propasti Moča.Moče su preživele ove klimatske promene u dolinama Jekutepekue i Moče.Tamo su Moče koje su preživele počele da grade utvrđenja i odbrambene građevine.Istoričari veruju da je do ovih mera zaštite došlo usled ratova između nezavisnih teritorija Moča koje su ratovale za prirodne sirovine koje su, zbog klimatskih promena, postale retke.

## Religija
Ikonografija Moča i ljudske kosti koje su pronađene blizu hramova Moča pokazuju da je žrtvovanje ljudi bio važan deo njihove religije.Njihovi obredi obično su se sastojali iz okupljanja ljudi oko hramova, gde je vlastela žrtvovala ljude.Ljudi koji su žrtvovani obično su bili zarobljenici koje su Moče zarobili u bitkama sa svojim susedima.Moče su takođe mučile svoje zatvorenike nekoliko nedelja pre žrtvovanja kako bi im izvukli krv. Kanibalizam je takođe bio deo religijskih obreda Moča.Moče su u svojim crtežima na zidu često crtali njihovo najvažnije božanstvo koje se zvalo Ajapek i koje su predstavljali kao pauka, leteće stvorenje ili morsko čudovište.Kada su ga crtali sa telom, oni su ga crtali sa jednom rukom u kojoj drži nož ili odsečenu glavu ili kao ljudsku figuru sa lavljim ustima.

## Materijalna kultura

### Keramika
Moče keramika je jedna od najraznovrsnijih na svetu. Evidentna je primena tehnologije kalupa, koja je omogućila masovnu proizvodnju pojedinih oblika. Moče keramika se veoma široko varira po obliku i temi, sa najvažnijim društvenim aktivnostima dokumentovanim u grnčarstvu, uključujući rat, poljoprivredu, metalnu obradu, tkanje i erotiku.
Tradicionalna peruanska keramička umetnost na severnoj obali koristi ograničenu paletu, oslanjajući se prvenstveno na crvene i bele boje, fino slikarstvo, potpuno modelovanu glinu, verističke figure i izlive uzengija. Moče keramika stvorena između 150-800 AD predstavlja ovaj stil. Moče posude su pronađene ne samo na glavnim arheološkim nalazištima na severnoj obali, kao što su Uaka de la Luna, Uaca del sol i Sipan, već i u malim selima i nezabeleženim grobljima.
Najmanje 500 primeraka Moče keramike ima seksualne teme. Najčešći čin koji se prikazuje je analni seks, a scene vaginalne penetracije su veoma retke. Većina parova je heteroseksualna, sa pažljivo isklesanim genitalijama kako bi se pokazalo da se prodire u anus, a ne u vaginu. Često je novorođenče prikazano kako doji dok par ima seks. Felatio je ponekad zastupljen, ali kunilingus je odsutan. Neki primerci prikazuju muške skelete kako masturbiraju, ili ih masturbiraju žive žene.
Realistički detalji u Moče keramičkim predmetima možda su im pomogli da služe kao didaktički modeli. Starije generacije bi kroz takve portrete mogle preneti opšta znanja o reciprocitetu i otelotvorenju na mlađe generacije. Posude sa seksualnim motivima bi mogle da pouče o razmnožavanju, seksualnom zadovoljstvu, kulturnim i društvenim normama, nekoj vrsti besmrtnosti, prenosu života i duša, transformaciji i odnosu između dva ciklična pogleda na prirodu i život.

### Tekstili
Ekstremni vremenski uslovi i krhkost odeće znače da postoji relativno malo primera Moče tekstila. Međutim, u grobnicama su pronađene ograničene količine, posebno kod članova društva sa višim statusom. Mnogi od preostalih odevnih predmeta su nekompletni artikli, delimično pokvareni. Ipak, naučnici su uspeli da steknu kulturološke uvide iz preostalog močejskog tekstila. Moče su tkali tekstil, uglavnom koristeći pamuk i vunu od vikunje i alpake. Relativno prisustvo ovih tkanina, kao i obrasci koji su korišćeni, varira hronološki kroz močejsku kulturu. Premalo relikvija postoji iz rane močejske kulture da bi se izvukli definitivni nalazi. Tekstil iz oko 450. godine naše ere jedinstveno uključuje mušku tkaninu za glavu — koja se ne može lako naći drugde. Tkanje od kepera i gaze je takođe uobičajeno među uzorcima iz ovog perioda, iako u rasponu od 500-800. godine nove ere, ovi uzorci postaju mnogo manje zastupljeni. Smatra se da su elitni članovi močejskog društva imali specijalizovane zanatlije koji su proizvodili njihov tekstil, dok bi tipični članovi društva nižeg ranga proizvodili sopstvenu odeću. Vrtnjevi i igle su se pokazali prilično uobičajenim u iskopavanju močejskih nastambi — što ukazuje na nivo proizvodnje u domaćinstvu. Međutim, više monohromnih, homogenizovanih relikvija sugeriše da je masovna proizvodnja možda postala češća do 500-800. godine. Varijacije u odeći verovatno su u korelaciji sa različitim društvenim klasama. Sofisticirane tehnike tkanja i svetle boje su češći na odeći elita, dok su obični ljudi možda imali manje sofisticiranu odeću sa manjim izborom boja — i verovatno su je imali manje. Složene tapiserije koje su razvile zanatlije su još jedno dobro povezano svojstvo sa visokom društvenom hijerarhijom. Nekoliko specifičnih predmeta takođe je u korelaciji sa polom u močejskoj kulturi, kao što je pokriv za glavu za muškarce i duga tunika za žene. Stranci močejske kulture su obično bili prikazani u močejskoj odeći koja je sadržavala detalje koji se odnose na oba pola ili predmete koji nisu bili specifični za bilo koji od njih. Potomci naroda Moche u današnje vreme i dalje imaju izdašnu tradiciju tkanja.

## Literatura
- Alva, Walter (oktobar 1988). „Discovering the New World's Richest Unlooted Tomb”. National Geographic. св. 174 бр. 4. стр. 510—555. ISSN 0027-9358. OCLC 643483454.
- The Art of Precolumbian Gold: The Jan Mitchell Collection. New York: The Metropolitan Museum of Art. 1985. ISBN 9780297786276.
- Sawyer, Alan R. (1966). Ancient Peruvian ceramics: the Nathan Cummings collection by Alan R. Sawyer. New York: The Metropolitan Museum of Art.
- Schmid, Martin (2007). Die Mochica an der Nordküste Perus Religion und Kunst einer vorinkaischen andinen Hochkultur (на језику: German). Hamburg: Diplomica-Verl. ISBN 978-3-83666-806-4.

## Spoljašnje veze
- Moche Civilization - Ancient History Encyclopedia
- www.themocheroute.pe
- www.larutamoche.pe Архивирано на веб-сајту  (9. новембар 2018)
- Map of current Moche city (Wikimapia)
- "A Peruvian Woman Warrior of A.D. 450", New York Times article (17 May 2006) by John Noble Wilford.
- "The Lost Civilisation of Peru", transcript of BBC programme, includes bibliography.
- Gallery of Moche erotic pottery at the Larco Museum.
- El Brujo Archaeological project, website with links to National University of Trujillo, IBM, National Geographic and press reports.
- "Temples of Doom" Архивирано на веб-сајту  (17. јул 2011), Discover article (March 1999) by Heather Pringle.
- "Sacrificial Practices and Blood Rituals Among the Moche People of Ancient Peru" by Francesco Sammarco.
- "Moche pottery and the practice of war", Horniman Museum video on YouTube channel.